# Progressive Party (1948)

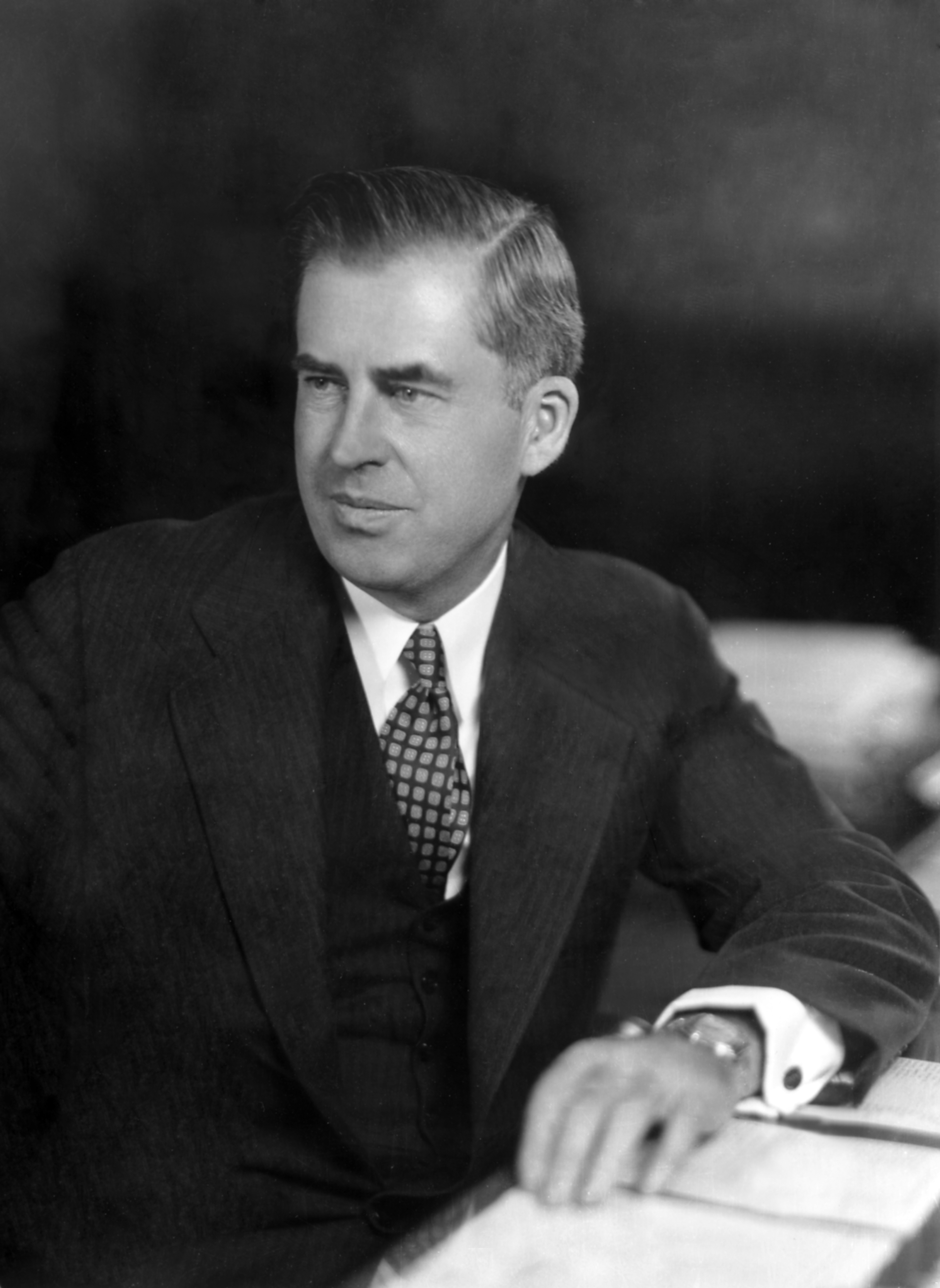
Henry A. Wallace

Die United States Progressive Party war eine politische Partei in den Vereinigten Staaten. Sie wurde 1948 mit dem Ziel gegründet, Henry A. Wallace zum Präsidentschaftskandidaten für die Wahl 1948 zu nominieren. In einigen Bundesstaaten trat sie unter dem Namen Independent Progressive Party auf.

## Präsidentschaftswahl 1948
Wallace war Landwirtschaftsminister und Vizepräsident unter Franklin D. Roosevelt, später Handelsminister unter Harry S. Truman. Dieser hatte ihn fallen gelassen, weil Wallace Trumans Außenpolitik in Bezug auf den Kalten Krieg öffentlich angeprangert hatte. 
Vizepräsidentschaftskandidat von Wallace war Glen H. Taylor. Wallace und Taylor wurden auch von mehreren anderen kleinen Parteien unterstützt, etwa der American Labor Party (ALP) von New York sowie der Kommunistischen Partei der USA. Da der Kalte Krieg an Schlagkraft gewann, die McCarthy-Ära begonnen hatte und in der US-amerikanischen Gesellschaft der Antikommunismus (so genannte „Zweite Rote Angst“) eine wachsende Rolle spielte, schadete ihm diese Unterstützung eher als dass sie ihm nützte. Da Wallace sich weigerte, Kommunisten von der Mitarbeit in seiner Partei auszuschließen, wurde er im Wahlkampf des Jahres 1948 von den streng antikommunistischen Lagern der Kandidaten Truman (Demokraten) und Dewey (Republikaner) heftig angegriffen. Auch antikommunistische sozialistische Politiker wie Norman Thomas wandten sich von Wallace ab.

### Parteiprogramm
In ihrem Parteiprogramm von 1948 stellten sich die Progressiven gegen den Kalten Krieg, den Marshallplan und gegen die Großkonzerne. Sie forderten die Abschaffung der Rassentrennung, volle Wahlrechte für Afroamerikaner, Mindestlöhne, eine allgemeine staatliche Krankenversicherung und die Auflösung des Komitees für unamerikanische Umtriebe. Ihr Wahlkampf erschien ungewöhnlich für die damalige Zeit, da afroamerikanische Kandidaten gemeinsam mit weißen Kandidaten in den Südstaaten aufgestellt wurden. Wallace weigerte sich, während des Wahlkampfs vor nach Rassen getrennten Auditorien aufzutreten sowie in nach Rassen getrennten Lokalen und Hotels zu speisen bzw. zu übernachten. Als Vizepräsidentschaftskandidat Taylor im Mai 1948 in Birmingham (Alabama) eine Veranstaltung des Southern Negroe Youth Congress besuchen wollte und den Saal demonstrativ nicht durch die für Weiße, sondern die für Afroamerikaner vorgesehene Tür betrat, ließ Polizeichef Bull Connor ihn festnehmen und wegen eines Vergehens gegen die Rassentrennungsgesetze des Staates Alabama anklagen. In der aufsteigenden Ära des Kalten Krieges gewannen Wallace und Taylor keine Wahlmänner und nur 2,4 % der Wählerstimmen. Nahezu die Hälfte davon kam aus dem Staat New York, wo sie für die American Labor Party kandidierten.

## Präsidentschaftswahl 1952 und Auflösung
Für die Präsidentschaftswahl 1952 nominierte die Partei den Rechtsanwalt Vincent Hallinan. Vizepräsidentschaftskandidatin war die Publizistin Charlotta Bass, die somit zur ersten afroamerikanischen Person wurde, die je für ein nationales Amt kandidierte. Ihr Wahlkampf stieß kaum auf Medieninteresse und brachte nur 0,23 % der Stimmen ein. Henry A. Wallace hatte sich zu diesem Zeitpunkt bereits von der Partei losgesagt und große Anstrengungen unternommen, sich vom Verdacht des Kommunismus reinzuwaschen. In seinem 1952 verfassten Buch Why I Was Wrong erklärte er seine Hinwendung zum Antikommunismus. 1956 unterstützte er die Wiederwahl des Republikaners Dwight D. Eisenhower, 1960 sprach er sich für Richard Nixon aus. Die United States Progressive Party löste sich 1955 auf, als der Kalte Krieg das politische Spektrum in den USA beherrschte und eine Partei, die keine dezidiert antikommunistische Position einnahm, für nicht lebensfähig gehalten wurde.